# یواس‌ان‌اس گرینویل ویکتوری (تی‌ای‌کی-۲۳۷)
یواس‌ان‌اس گرینویل ویکتوری (تی‌ای‌کی-۲۳۷) (به انگلیسی: USNS Greenville Victory (T-AK-237)) یک کشتی بود که طول آن ۴۵۵ فوت (۱۳۹ متر) بود. این کشتی در سال ۱۹۴۴ ساخته شد.